# Stellaster equestris
Stellaster equestris är en sjöstjärneart som först beskrevs av Anders Jahan Retzius 1805.  Stellaster equestris ingår i släktet Stellaster och familjen ledsjöstjärnor. Inga underarter finns listade i Catalogue of Life.